# Bezirksmuseum Neubau

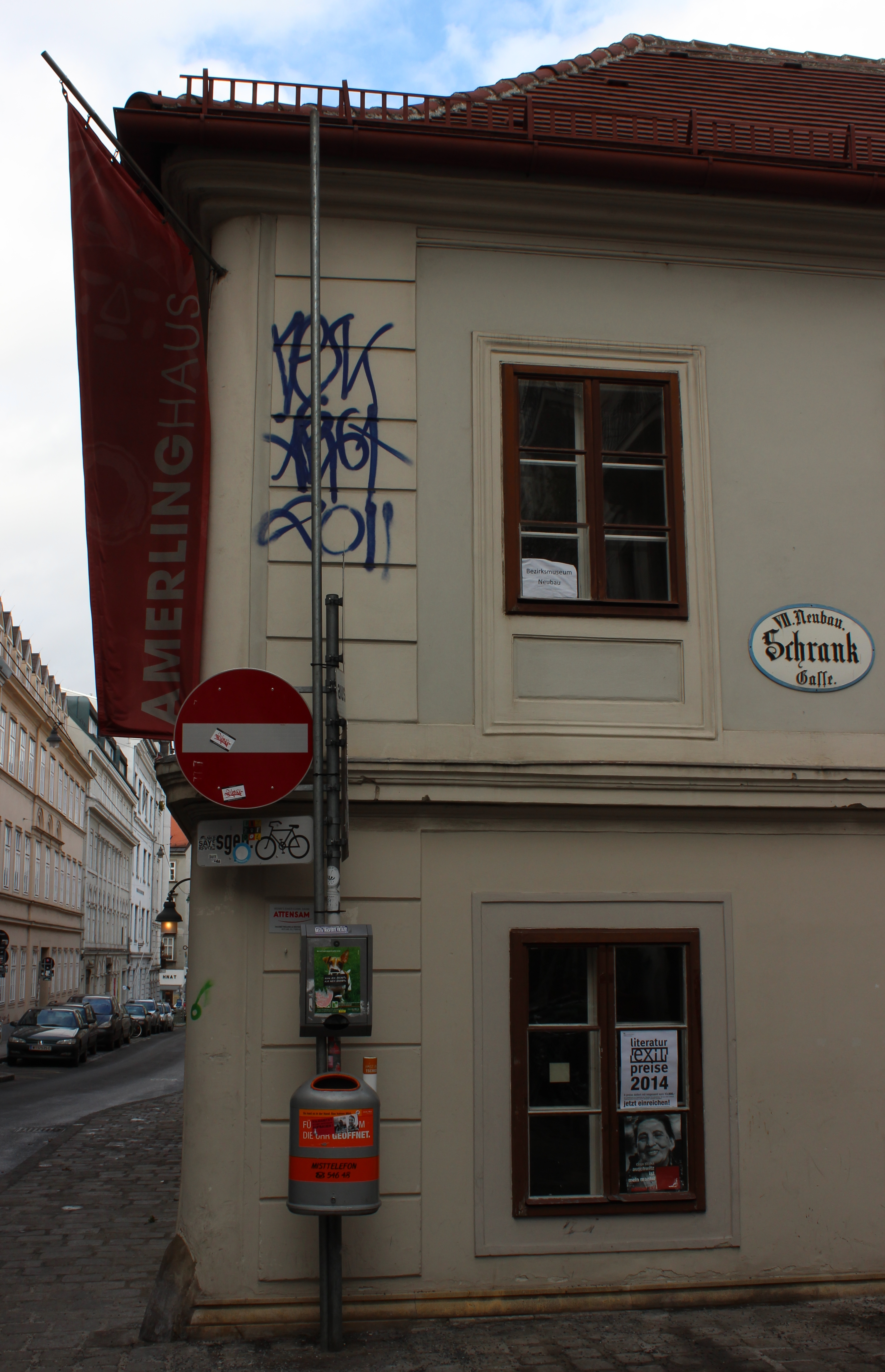
Das Bezirksmuseum Neubau im Amerlinghaus (siehe Zettel im oberen Fenster)

Das Bezirksmuseum Neubau ist ein dem 7. Wiener Gemeindebezirk Neubau gewidmetes Bezirks- und Heimatmuseum. Es ist im Amerlinghaus in der Stiftgasse 8, Ecke Schrankgasse, untergebracht.
Das zu den kleineren Wiener Bezirksmuseen zählende Museum wurde 1966 gegründet. Hauptinitiator war der Jurist, Heimatforscher und Volksliedsammler Georg Kotek (1889–1977) gemeinsam mit dem damaligen Bezirksvorsteher Otto Limanovsky. Das Museum war zunächst in einem Raum der Bezirksvorstehung in der Hermanngasse untergebracht, dann wurde es im Zuge der Revitalisierung und Aufwertung des einst übel beleumundeten Spittelberg-Viertels ins Kulturzentrum Amerlinghaus transferiert.
Das Museum dokumentiert mit über 500 Exponaten die Geschichte des 7. Bezirks bzw. seiner Vorgängergemeinden, wie etwa Schottenfeld, Alt-Lerchenfeld, St. Ulrich oder Spittelberg, seine gewerbliche (vor allem textilverarbeitende) Tradition und seine Wandlung zum bürgerlichen Wohnbezirk mit heute nur mehr etwa 30.000 Einwohnern.
Museumsleiterin war von 2013 bis 2019 Ursula Berner. Seit August 2019 ist Monika Grußmann amtierende Museumsleiterin.